# Verstummte Stimmen
Verstummte Stimmen – Die Vertreibung der „Juden“ aus der Oper 1933 bis 1945 ist ein Ausstellungsprojekt des Historikers Hannes Heer, des Musikkritikers Jürgen Kesting und des Designers Peter Schmidt. Die Ausstellung erinnert seit 2006 an die Opfer der NS-Rassenpolitik in deutschen und österreichischen Opernhäusern. Sie besteht aus einem überregionalen Teil und einem lokalen Teil. Der überregionale Teil erzählt das Schicksal von 44 prominenten Komponisten, Dirigenten, Regisseuren und Sängern, die Opfer der rassistischen Musikpolitik des Nationalsozialismus wurden. Im lokalen Teil wird die Geschichte der Vertreibung aus dem jeweiligen Opernhaus rekonstruiert.

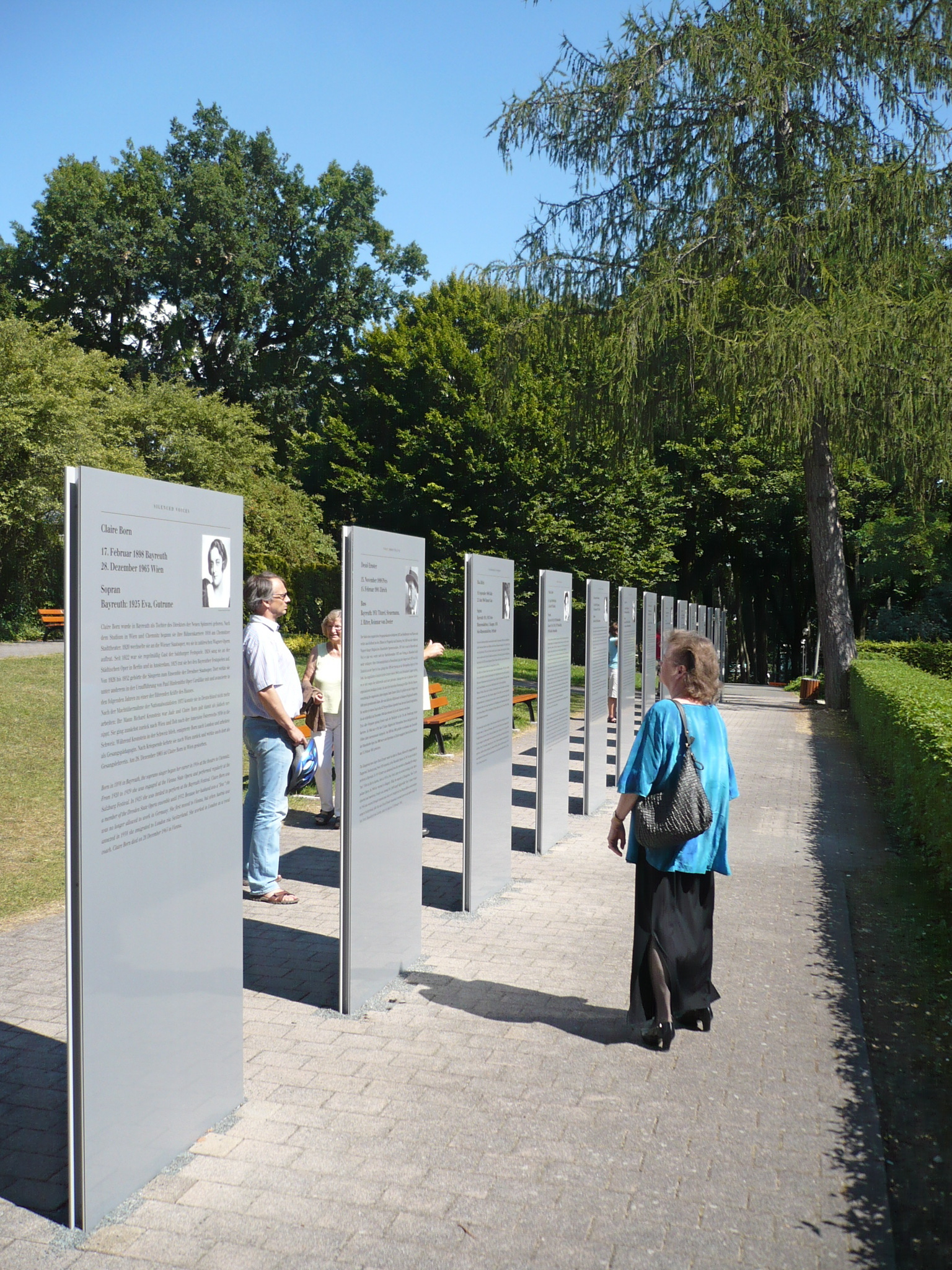
Im Richard-Wagner-Park Bayreuth: Verstummte Stimmen. Die Bayreuther Festspiele und die Juden 1876–1945

Nach Stationen in Hamburg (Staatsoper und Axel Springer Galerie), Berlin (Staatsoper Unter den Linden und Centrum Judaicum) und Stuttgart (Württembergische Staatsoper und Haus der Geschichte Baden-Württemberg) wurde die Ausstellung 2009 auch in Darmstadt am Staatstheater, im Hessischen Staatsarchiv sowie in der Heinrich-Emanuel-Merck-Schule gezeigt. Zwischen dem 15. Mai und dem 10. Juli 2011 war die Ausstellung in Dresden in der  Semperoper zu sehen. Von Juni bis Oktober 2012 war ein Teil der Ausstellung in Bayreuth im Rathaus zu sehen. Der gleichzeitig im Park beim Festspielhaus in Bayreuth aufgebaute Ausstellungsteil ist dort verblieben.

## Der überregionale Teil
Im größeren, überregionalen Teil der Ausstellung werden 44 Biografien prominenter Verfolgter vorgestellt, darunter die Komponisten Arnold Schönberg, Kurt Weill, Viktor Ullmann, die Dirigenten Fritz Busch, Otto Klemperer, Bruno Walter, die Sänger Gitta Alpár, Vera Schwarz, Delia Reinhardt, Lydia Kindermann, Richard Tauber, Joseph Schmidt, Friedrich Schorr und Emanuel List. Vier „Hörtürme“ mit Musikproben der Künstler liefern Töne zum zeitgeschichtlichen Überblick.
Es wird auch in die Zeit nach 1945 geblickt. Denn in der Nachkriegszeit kam nicht die Stunde von Gustav Hartung, Carl Ebert, Joseph Rosenstock oder Otto Klemperer, sondern die deutsche Kulturpolitik bot Gustaf Gründgens und Gustav Rudolf Sellner, Karl Böhm und Herbert von Karajan die Chance für erneuerte Karrieren.

## Lokale Projekte
In Hamburg, Berlin und Stuttgart beträgt der Anteil der entlassenen, ins Exil getriebenen oder ins Konzentrationslager deportierten Beschäftigten etwa fünf Prozent. In Darmstadt sind es mehr als 15 Prozent der Beschäftigten gewesen, hinzu kommen hier noch elf Fälle, die zur Zeit ungeklärt sind.

### Hamburg
Als Sabine Kalter, ein Liebling des Hamburger Opernpublikums, zu ihrer ersten großen Arie als Lady Macbeth ansetzte, begannen abkommandierte SA-Randalierer in Braunhemden zu pöbeln. Das Publikum jedoch übertönte die Störer – es gab Ovationen für die Sängerin, die 1915 hierher verpflichtet worden war und sich als Wagner- und Strauss-Interpretin einen Namen gemacht hatte.
Außer ihr wurden hier weitere 24 Mitglieder der Hamburgischen Staatsoper wegen ihrer jüdischen Abstammung verfolgt. Es waren sieben Solisten, drei Kapellmeister, sechs Choristen, zwei Musiker, vier Theaterärzte, ein Dramaturg, ein Regisseur und der Leiter der Werkstätten betroffen.

### Stuttgart
Die Ausstellung in Stuttgart rekonstruierte unter anderem die politisch bedingten Entlassungen des Generalintendanten Albert Kehm und des Verwaltungsdirektors Otto Paul sowie die rassistisch motivierte Vertreibung des Regisseurs Harry Stangenberg und des Baritons Hermann Weil, von Ernestine Färber-Strasser, Hermann Horner und Reinhold Fritz, der Chormitglieder Max Heinemann, Leon Aschil, Elsa Reder und Erna Both und der Chortänzerin Suse Rosen. Außerdem beleuchtet wird das Schicksal des Orchestermusikers Julius Brauer, des Korrepetitors Fritz Rothschild sowie der verfolgten Schauspieler Eva Heymann (1910–1953), Ernst Waldow und Fritz Wisten.
Gleichzeitig wird auch das Verhängnis Musikschaffender wie Paul Hindemith, Ernst Krenek oder Lotte Lehmann beleuchtet, die aufgrund ihrer politischen oder künstlerischen Haltung vertrieben wurden oder sich für das Exil entschieden haben / sich dafür überhaupt entscheiden konnten.

### Darmstadt
In Darmstadt zeigte die Ausstellung im Jahr 2009 wie die Nazis das Darmstädter Landestheater in ihrem Sinne „säuberten“. Der Intentdant, dreißig Musiker, Dramaturgen, Schauspieler, Bühnenbildner, Souffleure und 29 Beschäftigte des technischen Personals wurden dort Opfer eines „Bereinigungsausschusses“. Darmstadts Oberbürgermeister Walter Hoffmann sprach bei der Ausstellungseröffnung von einer „beispiellosen Säuberungswelle“ und führte diese auf die „großen Namen“ zurück, die in den 1920er und Anfang der 1930er Jahre in Darmstadt das Bühnenprogramm bestimmten. Es kam zu Protesten durch Nationalsozialisten und gewalttätigen Störungen, zu Pressekampagnen und Debatten im Landtag, bei denen die deutschnationalen Parteien immer öfter dem Theateretat ihre Zustimmung verweigerten. Am 12. März 1933 verhinderte ein SA-Trupp mit der Blockade der Eingänge des Kleinen Hauses die Theatervorstellung von Ferdinand Bruckners Drama Die Marquise von O. Zu den ersten Opfern der neuen Machthaber wurde der Dirigent Hermann Adler und der bei ihnen verhasste Intendant Gustav Hartung: der für untragbar erklärte Theaterleiter trat am 14. März 1933 zurück und musste in die Schweiz flüchten.

### Bayreuth
Die Bayreuther Version war zweigeteilt: ein Teil war im Neuen Rathaus zu sehen, der zweite Teil mit dem Titel Verstummte Stimmen. Die Bayreuther Festspiele und die Juden 1876–1945 ist im Richard-Wagner-Park auf dem Grünen Hügel unterhalb des Festspielhauses aufgebaut. Dort wird an Sänger und Musiker des Orchesters und Mitglieder des Festspielchores erinnert, die in Bayreuth mitwirkten und später aus unterschiedlichen Gründen – meist ihrer jüdischen Herkunft wegen – nicht mehr auftreten durften. Die Ausstellungen wurden am 22. Juli 2012  eröffnet. Der Ausstellungsteil im Rathaus war bis zum 14. Oktober 2012 zu sehen, der Teil am Grünen Hügel bleibt dauerhaft.

## Didaktik der Ausstellung
Die Ausstellung richtet sich auch an Schüler ab der 11. Klasse, besonders wird an Schüler mit den Leistungsfächern Geschichte oder Musik gedacht. Es gibt die Möglichkeit einer Ausstellungsführung durch geschultes Personal. Für die Vorbereitung des Ausstellungsbesuches können Unterrichtsmaterialien als PDF-Datei im Web heruntergeladen werden. Zusätzlich sind Informationen und Literaturhinweise zum Thema Swing-Jugend verfügbar.